# Scaphiella etang
Espèce
Scaphiella etang est une espèce d'araignées aranéomorphes de la famille des Oonopidae.

## Distribution
Cette espèce est endémique de Guadeloupe,.

## Description
Le mâle holotype mesure 1,66 mm.

## Étymologie
Cette espèce est nommée en référence au lieu de sa découverte, l'étang As de Pique.

## Publication originale
- Platnick & Dupérré, The goblin spider genus Scaphiella (Araneae, Oonopidae). Bulletin of the American Museum of Natural History, no 332, 2010, p. 1-156 (texte intégral).